# Жилой дом по Красному проспекту, 33
Жилой дом по Красному проспекту, 33 — пятиэтажный дом, расположенный в Центральном районе Новосибирска на углу Красного проспекта и Потанинской улицы. Построен в 1950-е годы. Архитектор — В. К. Петровский. Памятник архитектуры регионального значения.

## Описание
Здание имеет Г-образную форму и расположено по красной линии застройки. Уличные фасады направлены в северную и восточную стороны. 1-й этаж и подвал занимают магазины, входы в которые находятся со стороны Красного проспекта и Потанинской улицы. Входы в жилую часть размещены во дворе дома.
В каждом простенке верхней части фасада расположены пилястры. Здание украшает выразительный богатый карниз, поддерживаемый модульонами. Прорисовка горизонтальных поясков и композитных капителей выполнена на профессиональном уровне. При строительстве было принято нестандартное решение — угол верхней северо-восточной части дома был срезан, а его нижняя часть осталась прямой. Фасад (на уровне двух нижних этажей) отделан большими бетонными плитами, стены 3—5 этажей покрыты плитами светло-кремового цвета более мелкого размера.
Дворовые фасады имеют сдержанный вид с минимумом архитектурных украшений и простой штукатурной отделкой.
Ширина корпуса здания — 12 м, по Красному проспекту его длина составляет 60 м, по улице Потанинской — 45 м.
С южной стороны к зданию примыкает пятиэтажный дом (Красный проспект, 31). Оба здания формируют единый фронт застройки Красного проспекта.